# بطارية Ni–MH

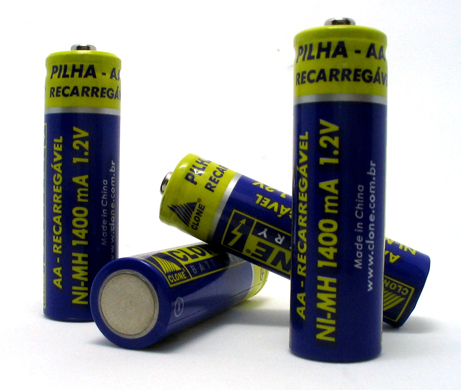
بطارية NiMH يعاد شحنها ، (حجم AA)

بطارية Ni–MH (بطارية نيكل-هيدريد فلز)(بالإنجليزية: Nickel–metal hydride battery)، تختصر ب NiMH أو Ni–MH، هي نوع من الخلايا الثانوية. التفاعل الكيميائي للقطب الكهربائي الموجب يشبه قطب خلية نيكل-كادميوم، وكلاهما يستخدمان هيدروكسيد النيكل الثنائي الذي يتحول إلى هيدروكسيد أكسيد النيكل أثناء التفاعلات الكهروكيميائية في البطارية. لكن هذا النوع من البطاريات يحوي قطبه الكهربائي السالب على سبيكة فلزية ممتصة للهيدروجين عوضا عن الكادميوم. تملك هذه البطارية سعة أكبر بمرتين إلى ثلاثة مرات من سعة بطارية نيكل-كادميوم، وتصل كثافة الطاقة إلى بطارية ليثيوم-أيون.

## التاريخ
العمل على بطاريات النيكل بدأ في مركز باتيل -جنيف بعد اختراع هذه التقنية في عام 1967. اعتمدت على تلبيد سبائك Ti2Ni+TiNi+x وقطب هيدروكسيد أكسيد النيكل. دعم تطور التقنية على مدى عقدين دايملر بنز ومجموعة فولكسفاغن مع شركة دايملر. وصلت الطاقة في هذه البطاريات 50 واط.سا/كغ (180 كيلو جول/كغ). وتصل كثافة الطاقة إلى 1000 واط/كغ ومدة حياة حتى 500 شحنة (100% عمق التفريغ). ملئت تطبيقات براءة الاختراع الدول (الأولوية:سويسرا)، الولايات المتحدة واليابان. نقلت براءات الاختراع إلى دايملر بنز.
نما الاهتمام الاستثماري في سبعينيات القرن الماضي مع الاستخدام التجاري لبطاريات نيكل-هيدروجين للاستعمالات الفضائية. قدمت تقنية الهيدريد بديل أقل حجم لتخرين الهيدروجين. طور كل من المركز الوطني الفرنسي للبحث العلمي ومختبرات فيليبس سبيكة جديدة ذات طاقة هيدروجينية عالية بدمج العناصر الأرضية النادرة للقطب السالب. ولكن تعاني هذه البطارية من عدم استقرار الإلكتروليت القلوي ولذلك دورة حياة البطارية ناقصة. في عام 1987، أظهر ويليمز وباساهو (بالإنجليزية: Willems and Buschow) بطارية ناجحة تعتمد على هذه الأسلوب (باستخدام خليط من La0.8Nd0.2Ni2.5Co2.4Si0.1) والتي تحتفظ 84% من سعة الشحن بعد 4000 دورة شحن-إعادة شحن. طورت سبائك أكثر اقتصادية وقابلة للتطبيق التي تستخدم المعدن الخليط (بالإنجليزية: Mischmetal) عوضا عن اللنثانوم. واعتمدت البطاريات الحديثة على هذا التصميم. قدمت أول بطارية نيكل-هيدريد فلز بشكل تجاري عام 1989.
في عام 1998، حسنت شركة أوفنكس للبطاريات بنية وتركيب سبيكة نيكل تيتانيوم وسجلت براءة اختراع بذلك.
في عام 2008، أكثر من مليونا سيارة هجينة صنعت حول العالم مع بطارية نيكل-هيدريد فلز.
في الاتحاد الأوروبي وبسبب التعليمات عن البطاريات (بالإنجليزية: Battery Directive)، استبدلت بطاريات نيكل-كادميوم ببطاريات نيكل-هيدريد فلز وذلك لبطاريات المستهلكين القابلة للحمل.
نصف البطاريات الصغيرة القابلة لإعادة الشحن التي بيعت في اليابان في عام 2000 كانت بطاريات نيكل-هيدريد فلز وانخفضت النسبة إلى 22% في عام 2010. أما في سويسرا عام 2009 كانت النسبة 60% تقريبا. انخفضت النسبة بمرور الوقت بسبب انتشار بطاريات ليثيوم-أيون.
أنتجت باسف في عام 2015 بنية مصغرة معدلة جعلت بطاريات نيكل-هيدريد فلز أكثر متانة، وسمحت بتغيير تصميم البطارية وتوفير وزن كبير منها، ووصول كثافة الطاقة بالنسبة للحجم إلى 140 واط-ساعة لكل كيلو متر.

## الكيمياء الكهربائية
عند إجراء عملية شحن للبطارية يحدث عند القطب السالب تفاعل اختزال لأيونات +H (البروتونات) إلى الهيدروجين، والذي يرتبط فوراً مع الفلز ليشكل مركب هيدريد، وذلك بعملية قابلة للانعكاس. أما عند القطب الموجب، فيحدث عند عملية شحن البطارية تفاعل أكسدة للنيكل، وذلك من حالة الأكسدة +II (على شكل مركب هيدروكسيد النيكل الثنائي Ni(OH)2) إلى حالة الأكسدة +III (على شكل مركب أكسيد هيدروكسيد النيكل (NiO(OH).
أما عند تفريغ البطارية (الاستخدام) فتحدث التفاعلات العكسية؛ حيث أن هيدريد الفلز (−M+H) يتأكسد إلى الفلز بحالته الحرة (حالة أكسدة 0 (M0)) وإلى بروتونات (+H). تتفاعل البروتونات الناتجة مع أيونات الهيدروكسيد −OH لتشكل الماء. وفي القطب الآخر يختزل النيكل من حالة الأكسدة +III عائداً إلى حالة الأكسدة +II على شكل هيدروكسيد النيكل الثنائي.
| {\displaystyle \mathrm {{\overset {+1}{M}}H+OH^{-}\rightleftharpoons {\overset {0}{M}}+H_{2}O+e^{-}} }                                  |
| {\displaystyle \mathrm {{\overset {+3}{Ni}}O(OH)+H_{2}O+e^{-}\rightleftharpoons {\overset {+2}{Ni}}(OH)_{2}+OH^{-}} }                   |
| {\displaystyle \mathrm {{\overset {+1}{M}}H+{\overset {+3}{Ni}}O(OH)\rightleftharpoons {\overset {0}{M}}+{\overset {+2}{Ni}}(OH)_{2}} } |
الحرف M في القطب الكهربائي السالب يرمز إلى مكون من عدة فلزات (خليط). تطورت عدة خلائط لأجل هذا الاستخدام، لكن المستخدمة حاليا هي نوعين. وأكثرها شيوعا هو AB5، حيث A هو عنصر أرضي نادر مكون من لانثانوم وسيريوم وبراسوديميوم ونيوديميوم وB هو النيكل وكوبالت والمنغنيز أو الألمنيوم.